# Schildfarne
Die Schildfarne (Polystichum) sind eine Pflanzengattung innerhalb der Familie der Wurmfarngewächse (Dryopteridaceae). Die 200 bis 300 Arten sind fast weltweit von den polaren Gebieten bis in die Tropen verbreitet. Ihren Namen haben sie von den schildförmigen Indusien.

## Beschreibung

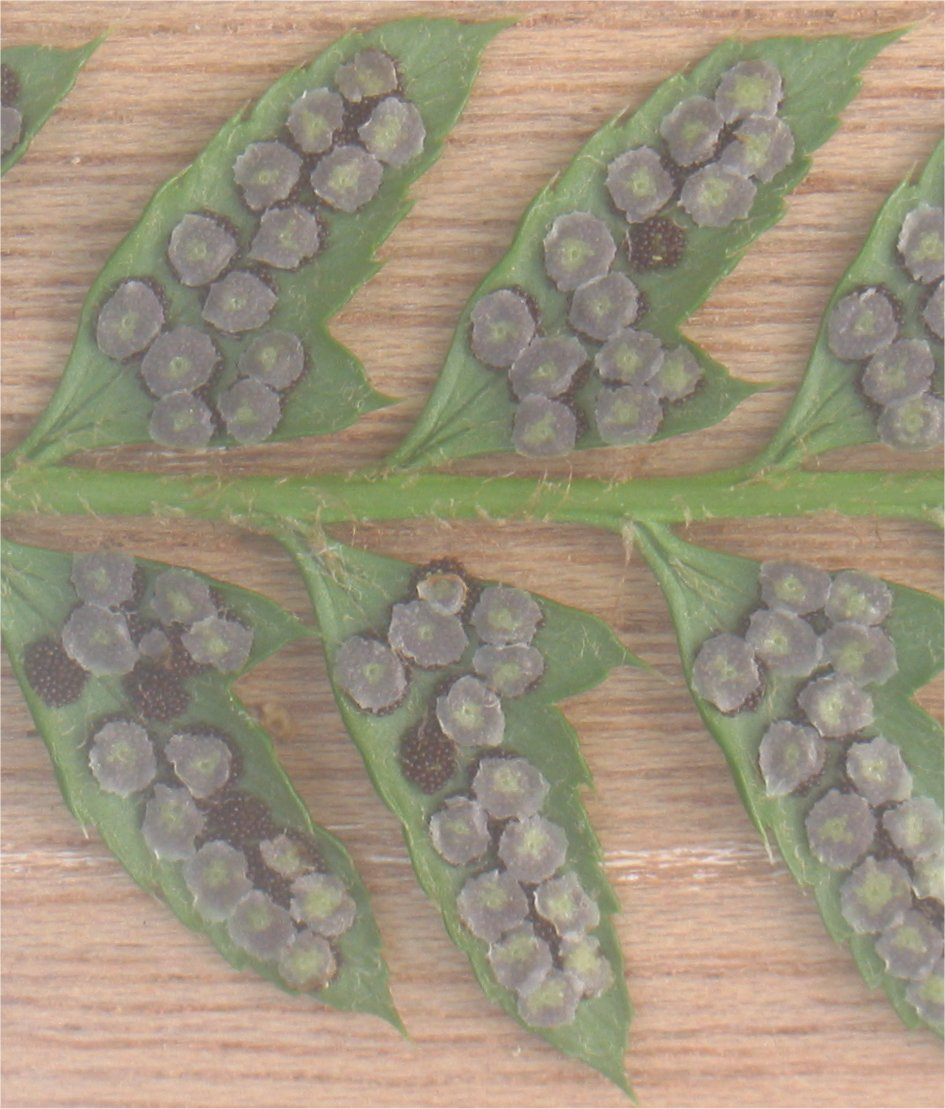
Gelappter Schildfarn (Polystichum aculeatum). Gut zu erkennen sind die schildförmigen Indusien.

Es handelt sich durchgehend um erdbewohnende Farne, deren Hauptsprosse aufrecht bis aufsteigend wachsen. Alle Arten sind wintergrün.
Die fertilen und die sterilen Farnwedel sind gleich gestaltet (Ausnahme: Polystichum acrostichoides). Sie sind von der Form her lineal-lanzettlich bis breit lanzettlich, und ein- bis dreifach gefiedert. Bei vielen Arten ist die Blattspreite etwas dicklich bis dick-ledrig. Die obersten Fiederabschnitte haben bei den vielen Arten einen asymmetrischen Grund mit einem nach vorne gerichteten Zahn. Die Hauptachse der Wedel ist oft mit Spreuschuppen besetzt.
Die Sori liegen auf jedem Fiederabschnitt in je einer Reihe zwischen den beiden Blatträndern und der Mittelrippe. Sie sind rund und werden von einem rundlichen, schildförmigen Indusium bedeckt, welches bei manchen Arten sehr früh abfällt, bei anderen aber auch lang bleiben kann.

## Standortansprüche
Die meisten Arten wachsen auf Waldboden, oder auf Erde in Felsspalten oder an steinigen Abhängen.

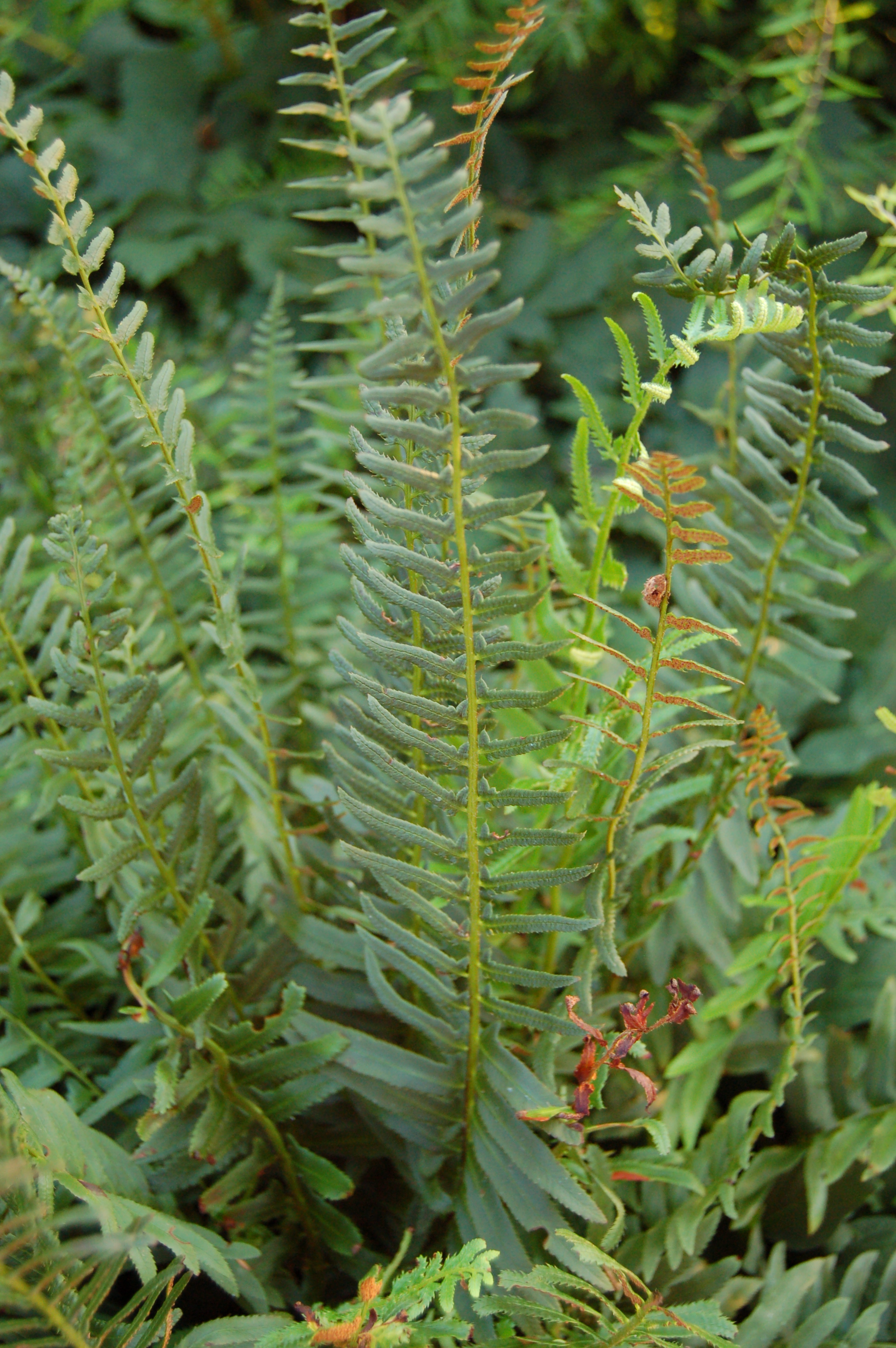
Dolchfarn (Polystichum acrostichoides)

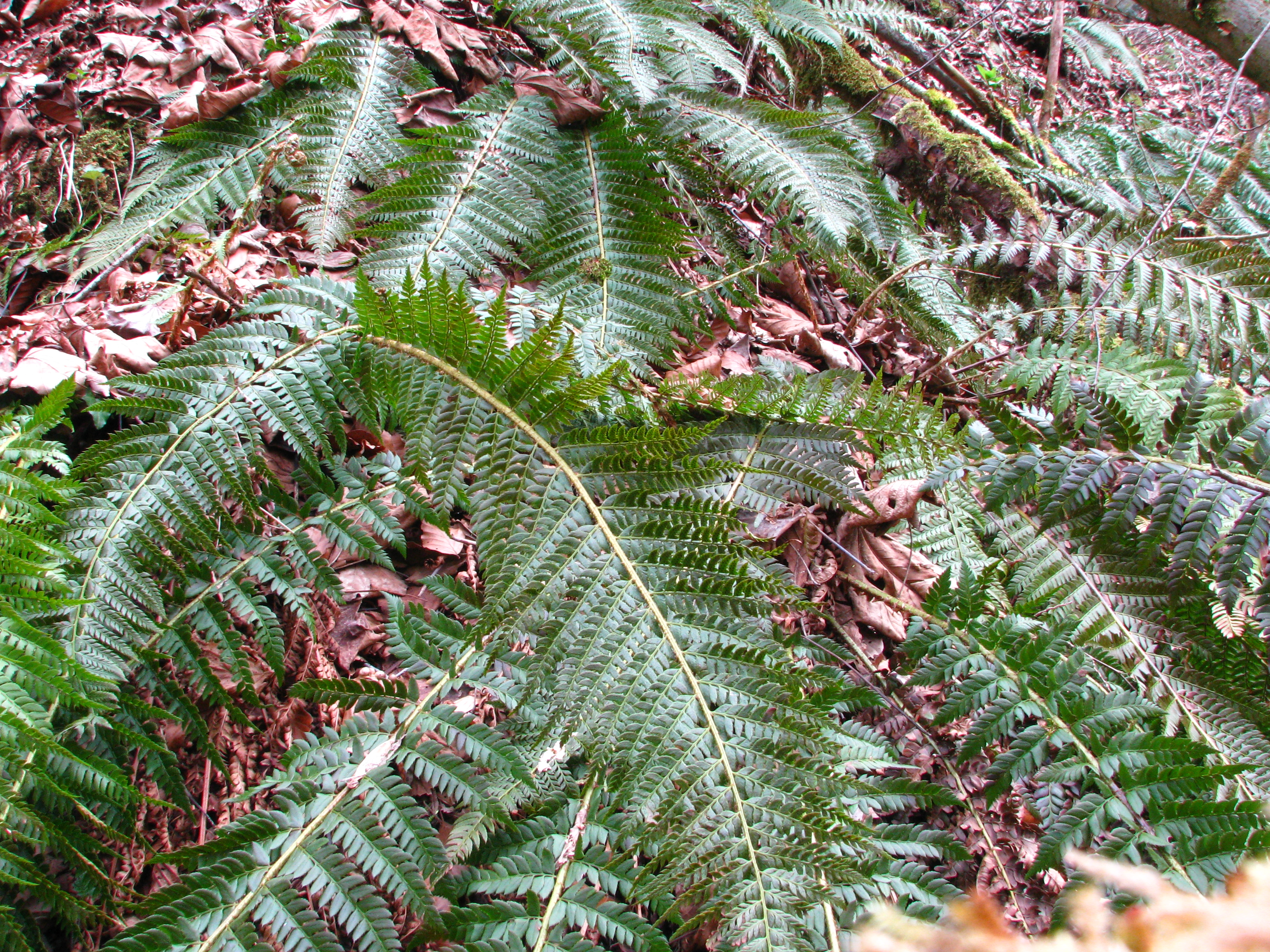
Gelappter Schildfarn (Polystichum aculeatum)

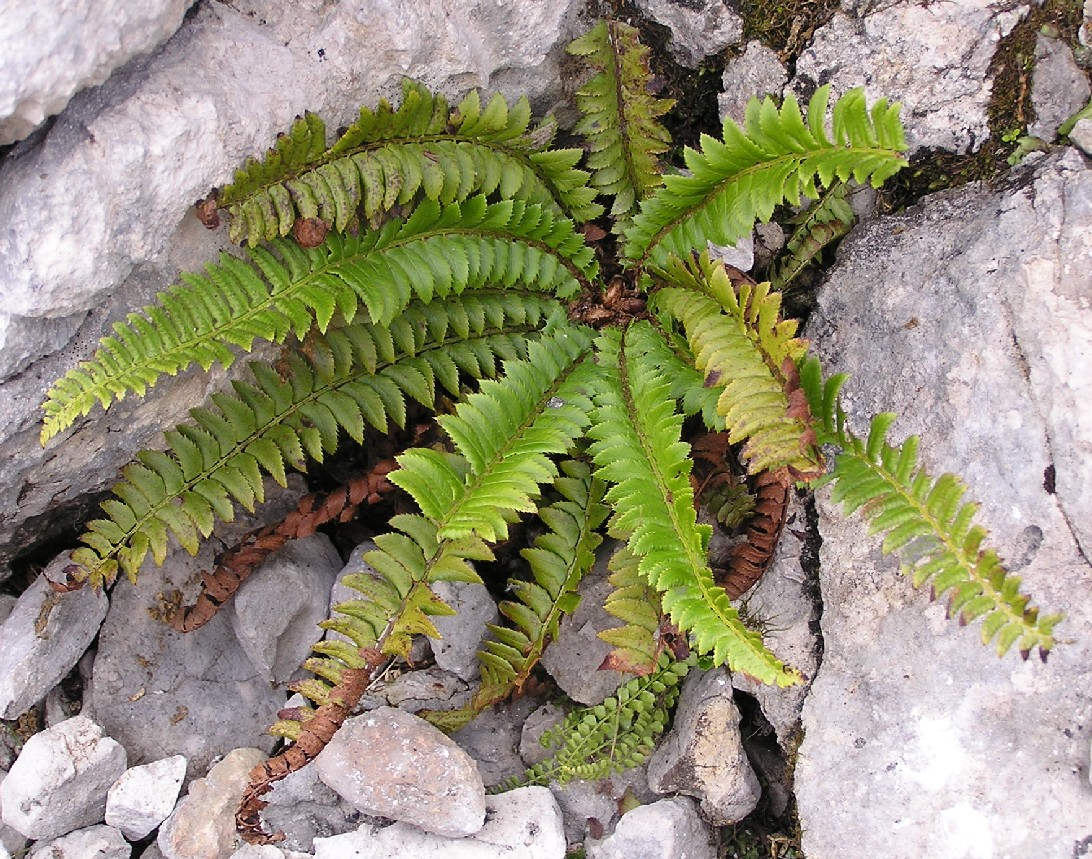
Lanzen-Schildfarn (Polystichum lonchitis)

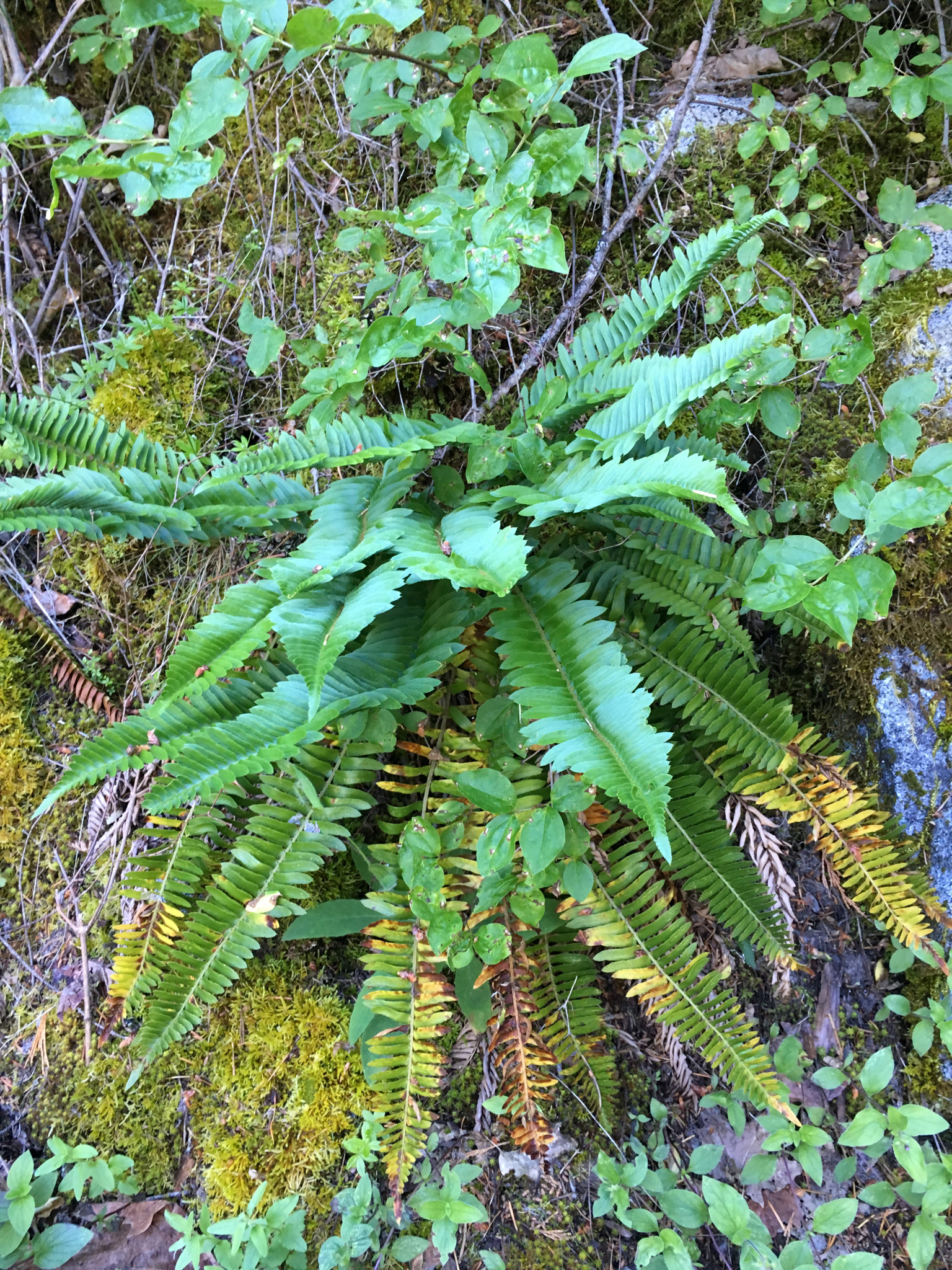
Polystichum imbricans

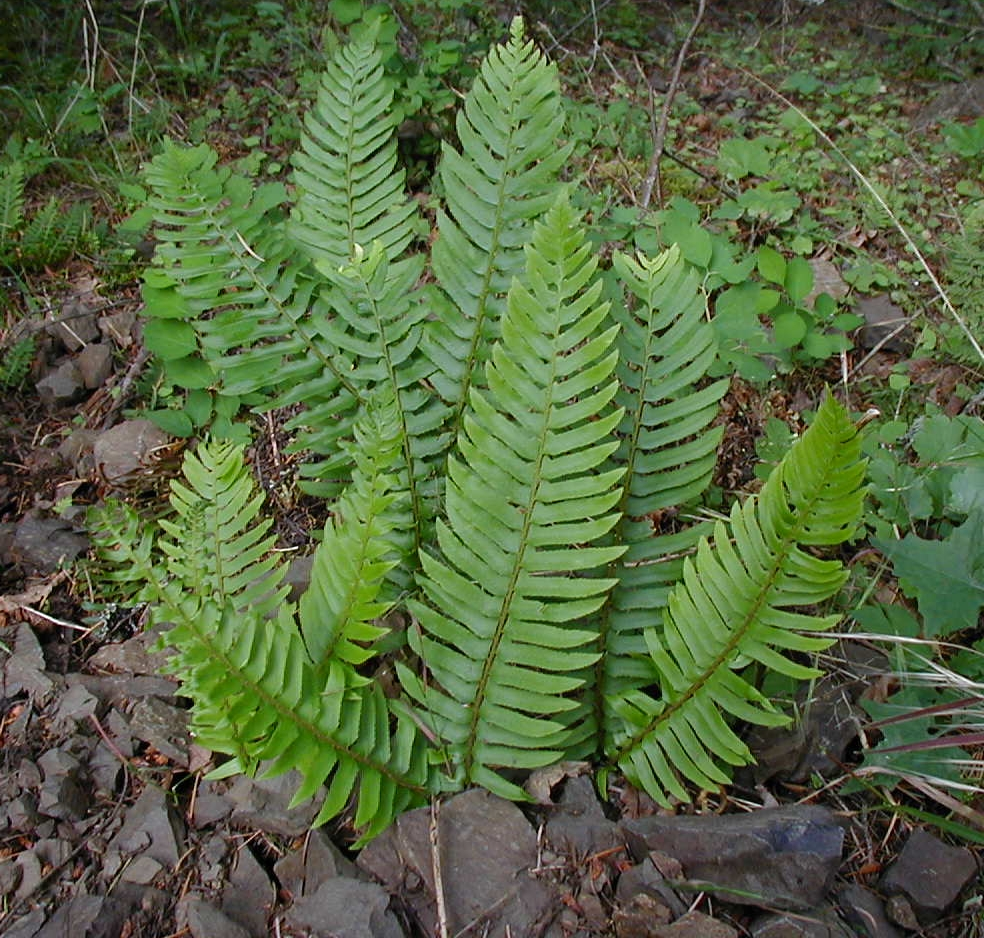
Westamerikanischer Schwertfarn (Polystichum munitum)

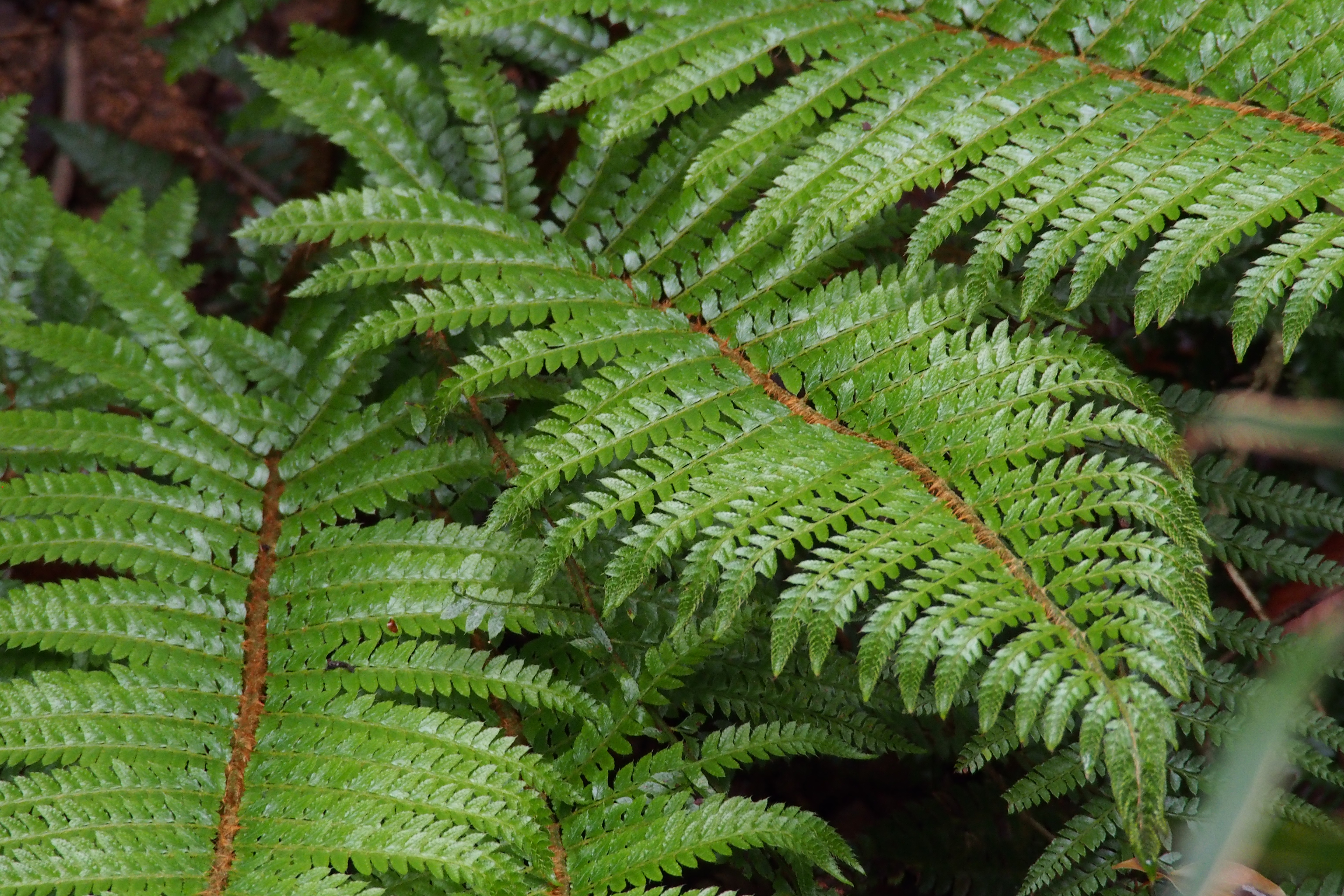
Japanischer Schildfarn (Polystichum polyblepharum)

## Systematik und Verbreitung
Die  Gattung Polystichum wurde 1800 durch Albrecht Wilhelm Roth in Tentamen Florae Germanicae, Band 3, 1, S. 31, 69–70 aufgestellt.
Die Gattung Polystichum wurde ursprünglich als „Sammelgattung“ benutzt, in die viele Arten mit unsicherem Status oder unklaren Verwandtschaftsverhältnissen eingegliedert wurden. Es ist zu erwarten, dass viele Arten irgendwann in andere bestehende oder neue Gattungen kommen.
Die Tatsache, dass die Arten der Gattung Polystichum häufig Hybride bilden, und die große morphologische Ähnlichkeit insbesondere der mehrfach gefiederten Arten, machen auch eine Artabgrenzung schwierig. Da eine Revision der Gattung Polystichum bislang aussteht, sind vermutlich einige der bestehenden Artbezeichnungen Synonyme, andere werden wohl eher als Unterarten einer einzigen Art enden. 
Die Gattung Polystichum ist weltweit von den polaren Gebieten bis in die Tropen verbreitet.
Von den 180 bis 300 Arten kommen folgende in Europa, Nordafrika und Vorderasien vor:
- Gelappter Schildfarn, Glanzschildfarn oder Dorniger Schildfarn (Polystichum aculeatum (L.) Roth), eine typische Art luftfeuchter Hangwälder
- Polystichum asiae-minoris Tunçkol & Li Bing Zhang: Sie wurde 2020 aus der Türkei erstbeschrieben.[3]
- Zarter Schildfarn oder Brauns Schildfarn (Polystichum braunii (Spenner) Fée), Charakterart kalkarmer Schluchtwälder (Fraxino-Aceretum pseudoplatani)
- Polystichum drepanum (Sw.) C.Presl: Dieser Endemit kommt nur auf Madeira vor.[3]
- Polystichum falcinellum (Sw.) C.Presl: Dieser Endemit kommt nur auf Madeira.[3]
- Polystichum kadyrovii Askerov & A. E. Bobrov: Dieser Endemit kommt nur in Aserbaidschan vor.[3]
- Lanzen-Schildfarn (Polystichum lonchitis (L.) Roth), eine Art der Blockschutthalden des Hochgebirges, und die einzige europäische mit einfach gefiederten Blättern.
- Grannen-Schildfarn oder Borstiger Schildfarn (Polystichum setiferum (Forssk.) Moore ex Woynar), eine eher südlich verbreitete Art luftfeuchter Buchenmischwälder, die an wenigen Wuchsorten auch in Deutschland vorkommt. Er wird gerne in Gärten gepflanzt.
- Polystichum webbianum (A.Br.) C.Chr.: Dieser Endemit kommt nur auf Madeira vor.[3] Er wird von manchen Autoren auch als Arachniodes webbiana (A. Braun) Schelpe in die Gattung Arachniodes gestellt.[3]
- Polystichum woronowii Fomin: Sie kommt in der Türkei, im Kaukasusraum, in Georgien und in Aserbaidschan vor.[3]

In Mitteleuropa kommen selten folgende Hybriden vor:
- Polystichum ×bicknellii (Christ) Hahne = Polystichum aculeatum × Polystichum setiferum
- Polystichum ×luerssenii (Doerfler) Hahne = Polystichum aculeatum × Polystichum braunii
- Polystichum ×illyricum (Borbás) Hahne = Polystichum aculeatum × Polystichum lonchitis
- Polystichum ×meyeri Sleep & Reichstein = Polystichum braunii × Polystichum lonchitis
- Polystichum ×wirtgenii Hahne = Polystichum braunii × Polystichum setiferum
- Polystichum ×lonchitiforme (Halácsy) Becherer = Polystichum lonchitis × Polystichum setiferum.

Außerhalb Europas kommen unter anderem folgende Arten vor (Auswahl):
- Polystichum acanthophyllum (Franch.) Christ: Sie kommt in China vor.[7][8]
- Polystichum aleuticum C.Chr.: Sie kommt auf den Aleuten vor.[7]
- Polystichum calderonense Proctor: Sie kommt auf Puerto Rico vor.[7]
- Polystichum emarginatum (Willd.) T.Moore: Sie kommt auf Haiti und Jamaika vor.[7]
- Polystichum fuentesii Espinosa: Sie kommt von der Osterinsel ist nur von einer Sammlung aus dem Jahre 1911 bekannt und gilt als ausgestorben.
- Polystichum kenwoodii Lorence & W.L.Wagner, Heimat: Marquesas-Inseln
- Polystichum manickamianum Benniamin, Fraser-Jenk. & Irudayaraj. Sie wurde 2008 erstbeschrieben. Seine Heimat ist das südliche Indien.
- Polystichum squarrosum (D.Don) Fée: Sie kommt in Pakistan, Indien, Nepal, Bhutan und im südlichen Tibet vor.[7][8]
- Polystichum uahukaense Lorence & W.L.Wagner, Heimat: Marquesas-Inseln

Als Zierpflanzen spielen außer dem erwähnten Dornigen Schildfarn die folgenden Arten eine Rolle:
- Dolchfarn oder Weihnachtsfarn (Polystichum acrostichoides (Michx.) Schott), eine nordamerikanische Art (östliches Kanada, USA, Mexiko)[7][9], die ein aufsteigendes Rhizom besitzt.
- Andersons Schildfarn (Polystichum andersonii Hopkins), Heimat: Alaska, Kanada, USA[9]
- Polystichum auriculatum (L.) C.Presl, Heimat: Indien, Sri Lanka
- Polystichum imbricans (D.C.Eaton) D.H.Wagner, Heimat: westliches Nordamerika von British Columbia bis Süd-Kalifornien[9]
- Polystichum lepidocaulon (Hook.) J.Sm., Heimat: China, Korea, Japan, Taiwan[8]
- Polystichum makinoi (Tagawa) Tagawa, Heimat: Japan
- Polystichum mohrioides (Bory) C.Presl, Heimat: British Columbia, westliche USA[9]
- Westamerikanischer Schwertfarn (Polystichum munitum (Kaulf.) C.Presl), Heimat: Alaska, westliches Kanada, westliche und nördlich-zentrale USA, dazu Mexiko;[7][9] Er kommt in Großbritannien, Irland und Nordrhein-Westfalen[6] als Neophyt vor.[3]
- Polystichum neolobatum Nakai: Sie kommt in Honshu und in Taiwan vor.[7]
- Polystichum neozelandicum Fée (Syn. Polystichum richardii (Hook.) J.Sm.) aus Neuseeland und Ozeanien[10]
- Japanischer Schildfarn (Polystichum polyblepharum (Roem.) C. Presl), Heimat: Japan, südliches Korea und östliches China.[7]
- Polystichum proliferum (R.Br.) C.Presl aus Australien
- Polystichum retrorsopaleaceum (Kodama) Tagawa aus Japan
- Polystichum rigens Tagawa, Heimat: Japan und China.[7][8]
- Polystichum tripteron (Kunze) C.Presl, Heimat: Ostsibirien, China, Japan[8]
- Polystichum tsus-simense (Hook.) J.Sm., Heimat: China, Korea, Japan, Taiwan.[8]

## Naturschutz
In Deutschland stehen alle Schildfarn-Arten unter Naturschutz.